# 화신 (청나라)
니오후루 허션[鈕祜祿 和珅(뉴호록 화신), 만주어: ᠨᡳᠣᡥᡠᡵᡠ
ᡥᡝᡧᡝᠨ Niohuru Hešen, 1750년 7월 1일~1799년 2월 22일]은 청나라의 정치인으로 건륭~가경 연간 대신으로 원명은 선보(善保), 자는 치재(致齋)이다. 1799년 2월 7일 상황이던 건륭제가 붕어한 직후 가경제의 대리청정을 지냈으나 불과 대리청정 하루 만인 1799년 2월 8일을 기하여 대리청정에서 전격 축출되었다.
그는 원래 정홍기 사람이다. 건륭제의 크나큰 총애를 받아 권세를 누렸고 심지어 그러한 권세를 바탕으로 엄청난 양의 돈을 축적하는 등 부정부패의 원상이 되었다.

## 생애
만주 정홍기(正紅旗) 출신으로 머리가 뛰어나 어릴 때부터 만주어, 중국어, 몽골어, 티베트어등 4개 언어에 능통하였다. 그러나 어릴 때 가세가 기울어져 형편이 어려워지자 직례총독(直隸總督, 만주어: ᡷᡳᠯᡳ
ᡠᡥᡝᡵᡳ 
ᡴᠠᡩᠠᠯᠠᡵᠠ
ᠠᠮᠪᠠᠨ Jyli Uheri Kadalara Amban)인 풍영렴(馮英廉, 만주어: ᡶᡝᠩ
ᡳᠩᠯᡳᠶᠠᠨ Feng Ingliyan)에게 가서 의탁하였고 18살에 그 손녀와 혼인하였다. 그 후 금군의 삼등시위(三等侍衛)가 되어 건륭제를 호위하다가 점차 그 능력됨이 눈에 띄어 도통(都統)으로 승진하였다. 27세인 1776년 나라의 국고를 책임지는 호부의 부책임자 호부시랑이 되었고 32세인 1781년에는 2품관인 호부상서로 젊은 나이에 초고속으로 승진하였다. 이러한 과정에서 화신은 자신의 능력과 건륭제의 총애를 믿고 오만해져 각지의 지방 관리들에게 뇌물을 요구하였다. 뇌물을 받은 화신은 죄를 진 지방 관리들에게 일정의 금액을 지불하면 면벌을 해주겠다는 식으로 자신의 재산을 늘렸고 각지의 지방 관리들은 호부상서이자 건륭제의 큰 총애를 받던 화신에게 꼼짝하지 못한 채 화신에게 거액을 바쳐 부정부패가 생겨났다. 그러나 화신의 정치 능력은 수준급이어서 4개 국어의 국서를 능수능란하게 썼으며 적당한 정책을 내놓아 맡은 바 임무를 기대 이상으로 끝마무리지어 두각을 나타내었다.
건륭제는 라마교를 믿었는데 화신 역시 라마교를 믿었다. 그렇기에 건륭제는 교우(敎友)로서 화신을 더욱 신뢰하였으며 건륭제가 봉헌을 드리러 가는 날엔 화신 역시 빠지지 않고 건륭제를 수행하였다. 이러한 건륭제의 신임과 뛰어난 정치 능력을 바탕으로 다시 승진을 거듭하게 되었는데 이부상서, 병부상서, 형부상서 등 6부의 상서를 모두 지내고 국자감 교장 등을 거치며 황실에 관련된 사무를 총괄하는 내무부총관, 그리고 30대 후반의 나이에 사실상의 재상인 문화전대학사(文和殿大學士) 겸 군기대신에까지 이르렀다. 그 후 40대 때에는 정홍기 출신으로 드물게 정황기의 영시위내대신(領侍衛內大臣), 군기대신의 수장이자 사실상의 수상인 수석군기대신(首席軍機大臣)에 이르며 조정의 영수로서 막강한 영향력을 지녔다. 더불어 1789년 자신의 아들인 풍신은덕이 건륭제의 막내딸 고륜화효공주와 혼인함에 따라 건륭제의 사돈이 되어 무소불위의 권력을 휘둘렀다. 화신은 자신의 정책에 반대를 하는 상소가 올라오면 일부러 빼돌려 건륭제에게 보여주지 않았고 조정의 모든 대신들을 자신의 파당에 속하게 하여 자신을 함부로 탄핵하지 못하게 하였다.
1795년 건륭제가 물러나고 가경제가 즉위하였으나 화신은 여전히 권력을 가졌다. 부정부패의 원상인 화신을 혐오하던 가경제는 여러 번 화신을 파직하려 하였으나 건륭제의 비호로 실패하였다.

## 최후
자신의 능력과 태상황제인 건륭제의 비호로 계속 권력의 정점에 있던 화신은 1799년 건륭제가 죽자 쇠락의 길로 접어들었다. 화신의 큰 버팀목인 건륭제가 죽자 가경제는 노골적으로 화신을 고립시키기 시작하였는데 먼저 건륭제의 국상을 책임지는 장의도감으로 삼았다가 곧 파직하고 20개의 죄목을 발표하였다. 여기에는 가경제가 황자일 때 화신이 달려와 가경제가 후계자라고 누설한 죄, 무엄하게 가마를 타고 궁에 들어온 죄, 건륭제가 병환에 있을 때 아무렇지도 않게 행동한 죄, 부정부패를 야기한 죄 등이 포함되어 있었다. 가경제는 화신의 가족을 모두 잡아들이고 화신의 재산을 몰수하여 국고로 환수한 뒤 1799년 2월 22일, 즉 건륭제가 죽고 보름 뒤에 자진하도록 하였다. 본래 가경제는 능지형을 내리려 하였으나 화신의 며느리인 고륜화효공주가 간곡히 청하여서 형량을 낮추었다. 화신은 하얀 비단으로 목을 매 자진하니 그때 나이 50세였다. 가경제는 뒤이어 화신이 처벌되었으니 나머지는 죄를 묻지 않는다는 대사령을 발표하고 매듭지었다. 당시 가경제가 몰수한 화신의 재산은 9억 냥으로 국가 총예산의 12년 치를 훨씬 뛰어넘는 금액이었으며 가경제가 바로 가져가 내탕금으로 쓰자 민간에서는 “화신이 죽으니 가경이 배불리 먹었다”(和珅跌倒，嘉慶吃飽)며 이를 비꼬았다.

## 가족
- 적처 : 풍제문(馮霽雯)
  - 장남 : 풍신은덕(豊紳殷德)
  - 자부 : 고륜화효공주(固倫和孝公主)
  - 차남 : ?
- 첩 : 장이고(長二姑)
  - 장녀 : 순친왕 영균(永鋆)에게 하가
  - 차녀 : 귀경(貴慶)에게 하가
- 첩 : 오경련(吳卿憐)
- 첩 : 흑매괴(黑玫瑰)
- 첩 : 두구(豆蔻)
- 첩 : 납란(納蘭)
- 첩 : 소앵(小鶯)
- 첩 : 자언(紫嫣)
- 첩 : 마리(瑪麗)